# Yanachaga–Chemillén nationalpark

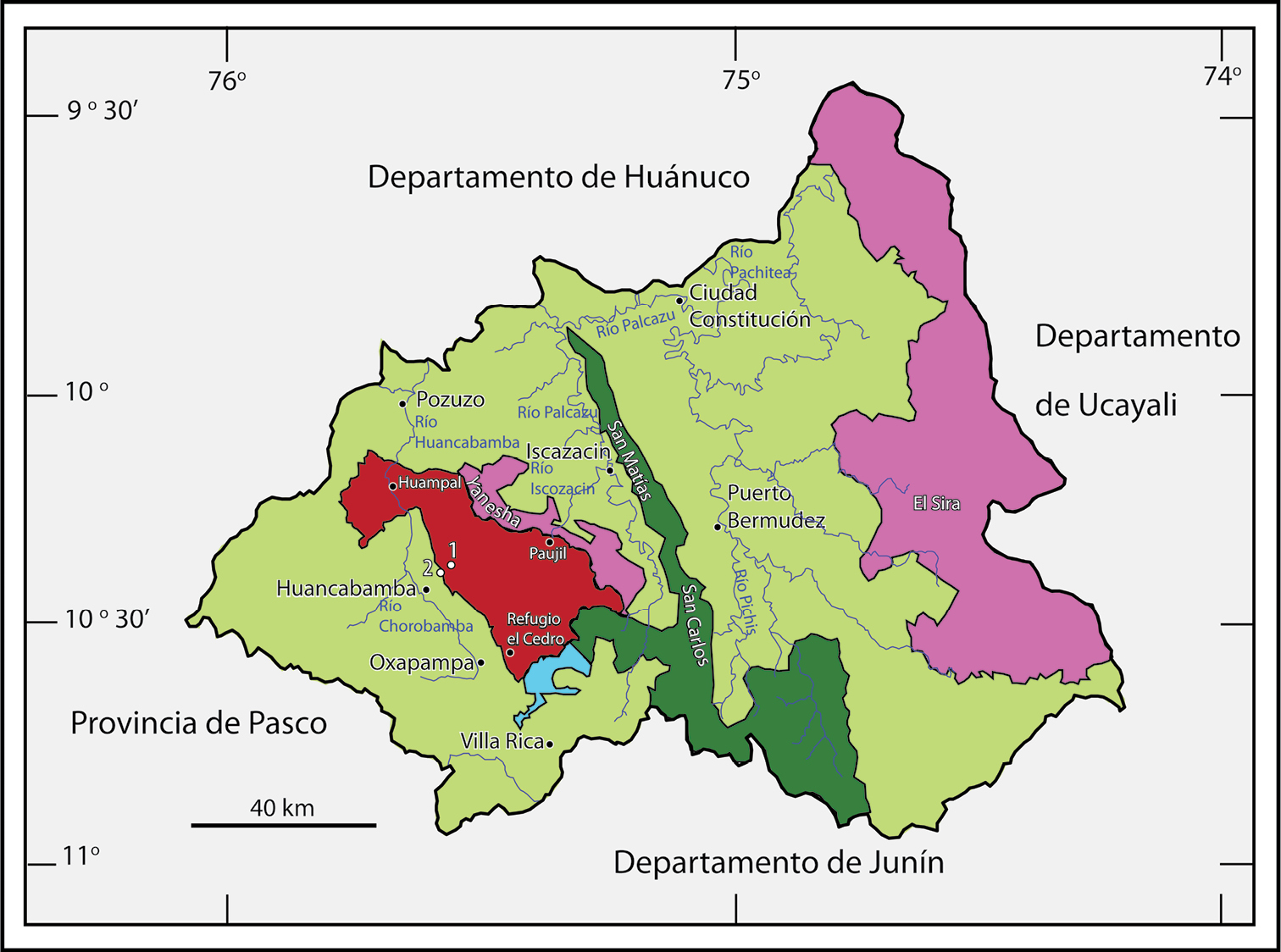
Yanachaga-Chemillén nationalpark i rött.

Yanachaga–Chemillén nationalpark är belägen i regionen Pasco, i Peru. Nationalparken är 122 000 hektar stor och inrättades i augusti 1986. Den bevarar delar av skogarna i växtzonen Yungas och molnskogarna kring Ucayali-floden. Floderna Palcazu, Huancabamba och Pozuzo med biflöden flyter genom nationalparken.
Andernas östra bergssluttningar mot Amazonas regnskog är ett av de områden i världen som uppvisar störst biologiskt mångfald. Regnskogarna i låglandet, nära den så kallade andinska foten, är mycket viktiga vad gäller antalet arter, men de andinska sluttningarna är rikare när det gäller arternas variation över ett större område. Längs en sträcka av 200 km från västra kanten av flodslätterna i Amazonas till i Andernas bergstoppar i öster, kan man hitta mer än tusen fågelarter. Lika många arter återfinns i de 5.000.000 kvadratkilometer som täcks av Amazonas översvämningsområden.

## Syfte
Syftet med parken är att bevara de övre delarna av avrinningsområdena till bifloderna Palcazu, Huancabamba och Pozuzo och de naturområden som sedan gammalt används av ursprungsbefolkningen (Amueshas) i regionen.

## Fauna
Grodan Melanophryne barbatula är endast känd från Yanachaga–Chemillén nationalpark.

## Galleri

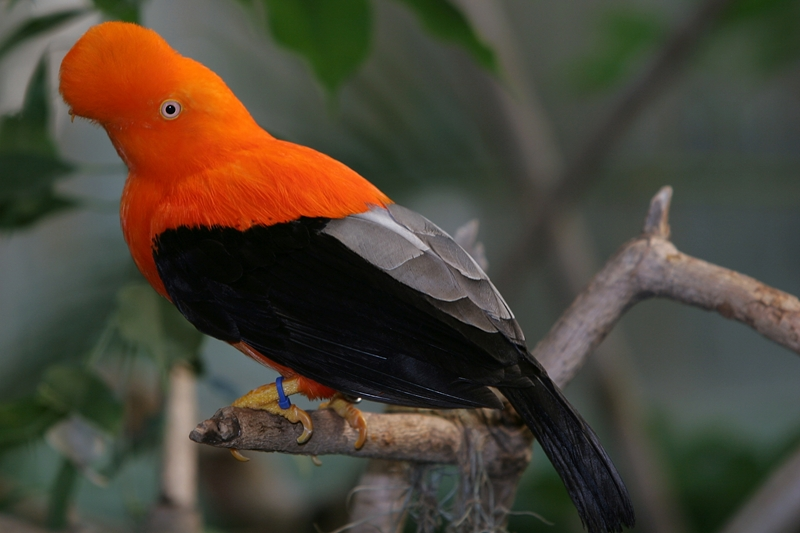
Andinsk klippfågel.